# Villa Mimbelli

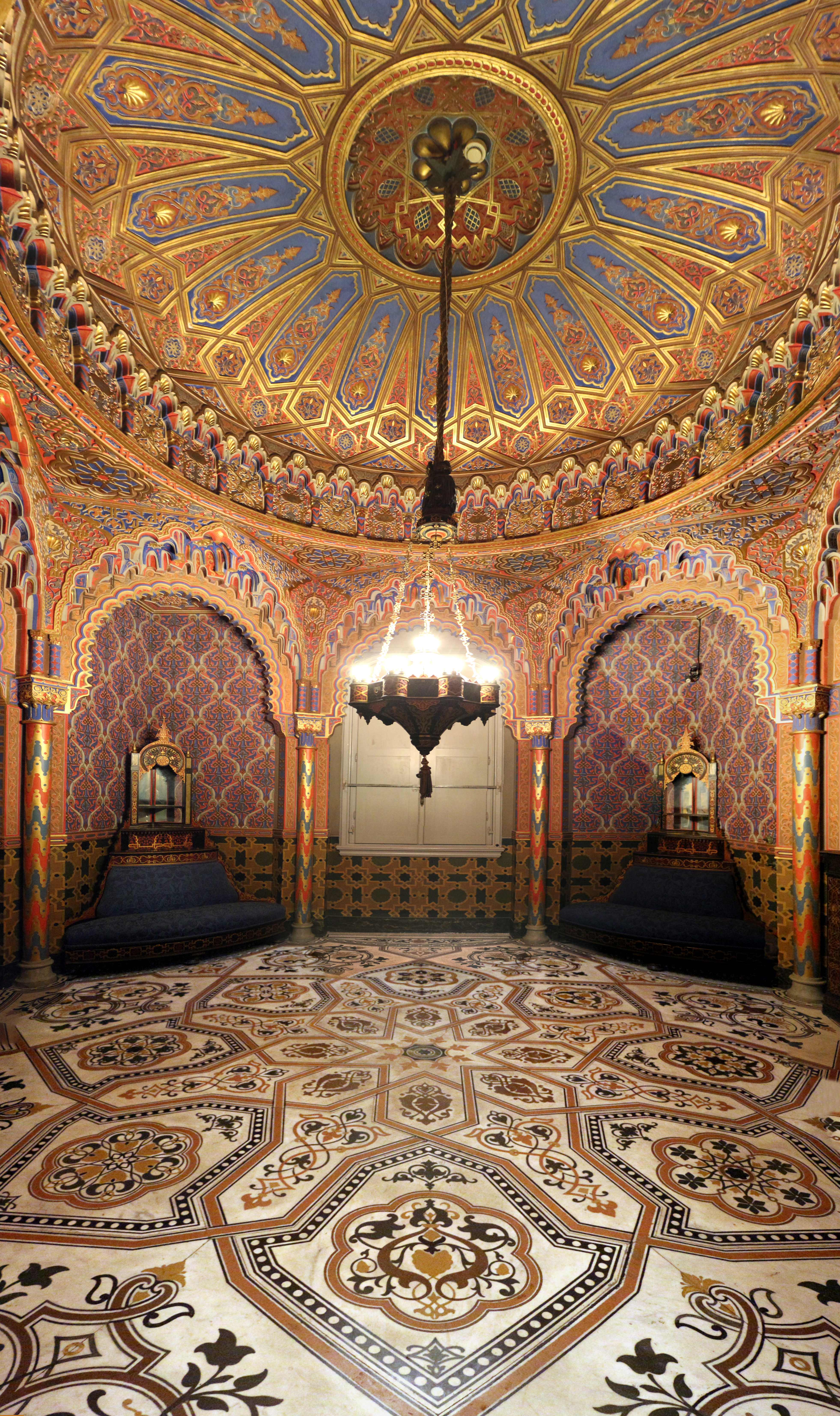
La sala da fumo, detta Moresca

Villa Mimbelli si trova a Livorno in via San Jacopo Acquaviva, 63 ed è sede del Museo civico "Giovanni Fattori".

## Storia
L'aristocratica villa fu costruita dall'architetto Vincenzo Micheli fra il 1865 ed il 1875 su commissione del ricco mercante Francesco Mimbelli e di sua moglie Enrichetta Rodocanacchi. Inizialmente, la villa, abitata già dal 1868, era circondata da un parco di modeste dimensioni, ma nel 1871 fu ampliato con l'acquisizione di ulteriori terreni; inoltre, nei pressi della propria residenza, Mimbelli fece erigere un vasto edificio su due piani per destinarlo a deposito del grano.
Nel 1936 la villa, il mobilio e il parco furono venduti all’Azienda Autonoma Poste e Telegrafi, che adattò la struttura a collegio per i figli dei dipendenti; in tali circostanze, la casa del guardino fu trasformata in cappella, i granai divennero un dormitorio e nel parco sorse un teatrino.
Danneggiata durante la seconda guerra mondiale, dopo anni di abbandono la villa è stata restaurata e aperta al pubblico. Dal 1994 ospita il Museo civico "Giovanni Fattori", che accoglie una raccolta di dipinti del famoso pittore e di altri macchiaioli e postmacchiaioli, mentre i vicini granai sono stati utilizzati per esposizioni temporanee, fino al 2025, quando sono diventati sede del Museo Mediceo.

## Descrizione
L'edificio si sviluppa su una pianta sostanzialmente rettangolare, con tre livelli, oltre il piano seminterrato.
Il fronte ovest, lungo la pubblica via, presenta un ingresso incorniciato da sei colonne che sorreggono il balcone.
L'ingresso est, utilizzato anche per l'accesso alle carrozze, è coperto da con tettoia in ghisa, mentre quello rivolto a sud è caratterizzato, al piano terra, da tre ampie aperture ad arco, che immettono direttamente nelle sale da pranzo e da soggiorno. Queste ultime presentano un pregevole soffitto trattato a stucco, e delle lunette affrescate da Annibale Gatti. Sempre al piano terra è da segnalare la presenza della sala da fumo, detta Sala Moresca per il suo inconfondibile stile orientale, dove si apprezzano filigrane in stucco e decorazioni policrome vicine al mondo islamico.
Sul lato settentrionale della villa è inserita una monumentale scala, decorata con putti di ceramica invetriata, che conduce alle stanze del piano superiore dove erano collocati gli appartamenti privati dei coniugi Mimbelli; la scala, formata da due rampe, è affiancata, al piano d'arrivo, da pareti con pitture di gusto settecentesco.
Un'altra scala, di progettata dal noto architetto Franco Minissi nell'ambito del restauro degli anni novanta, conduce al secondo piano, che originariamente era adibito a stanze per bambini, ospiti e servitù.

### Parco
La villa è circondata da un rigoglioso parco di ispirazione romantica caratterizzato dalla presenza di essenze esotiche, tra cui un gran numero di esemplari di Palma delle Canarie. All'interno del parco sono ubicati una cappella ed un novecentesco teatro all'aperto non utilizzato da molti anni, attualmente ristrutturato.

## Galleria d'immagini

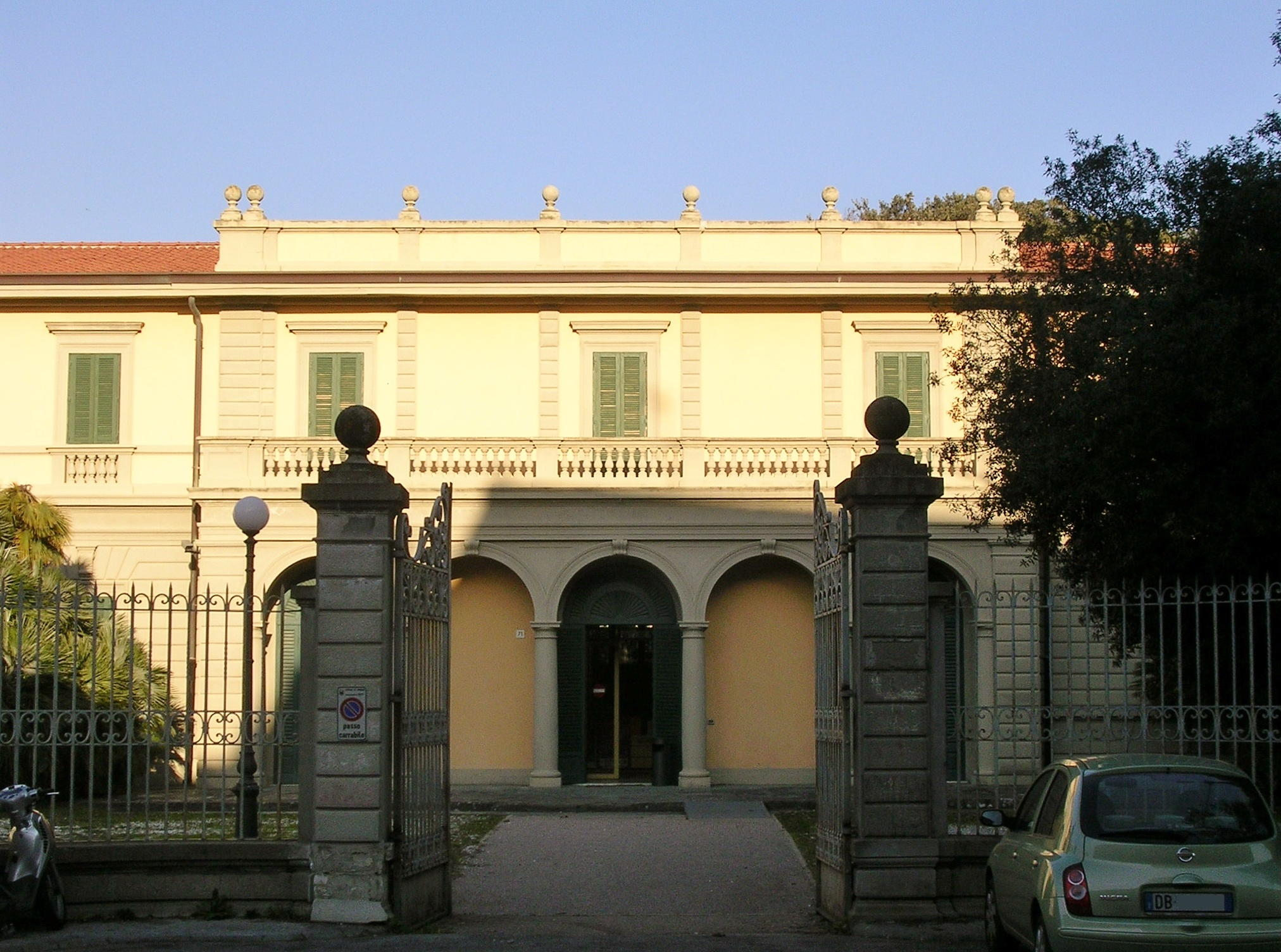
I granai
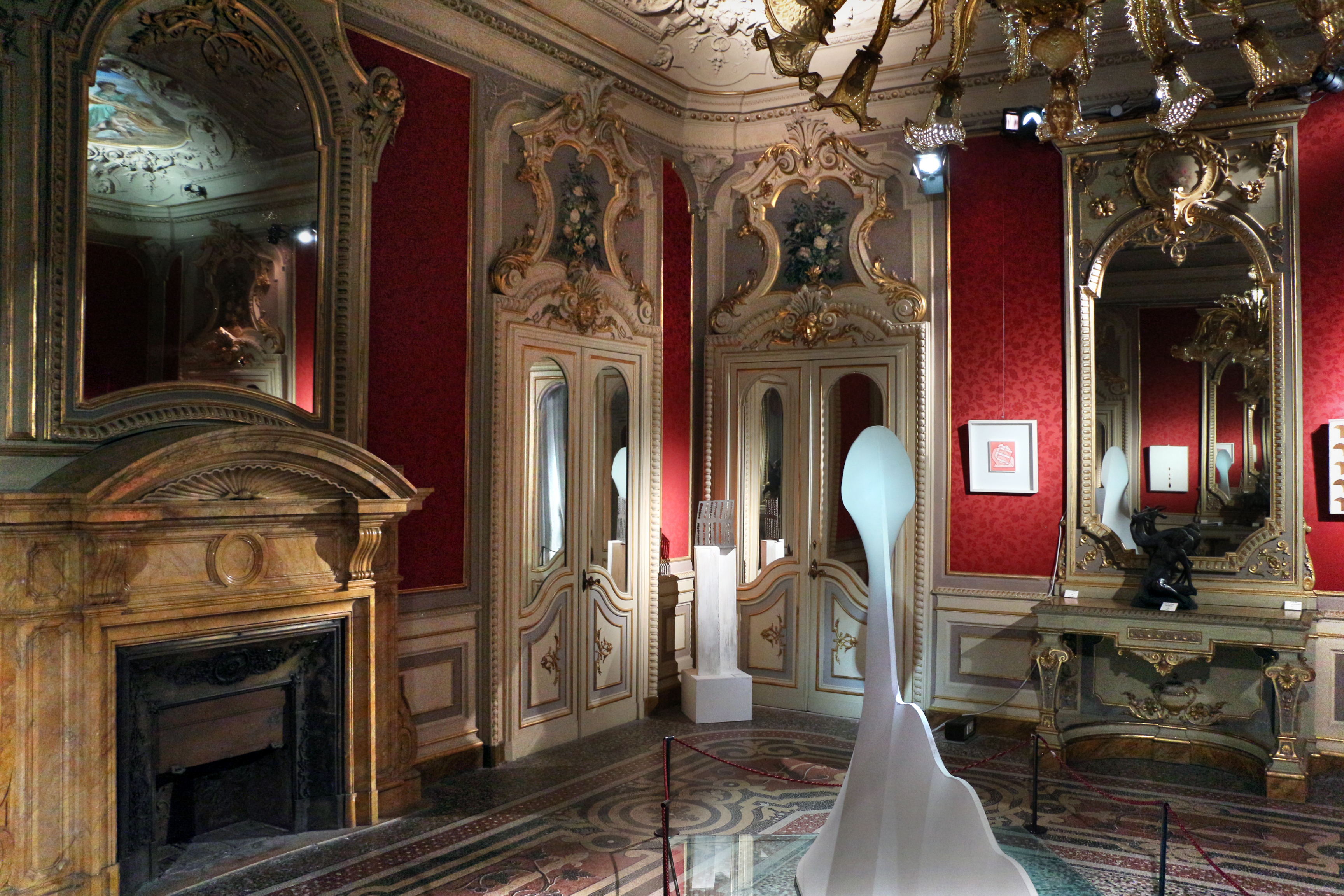
La sala da pranzo
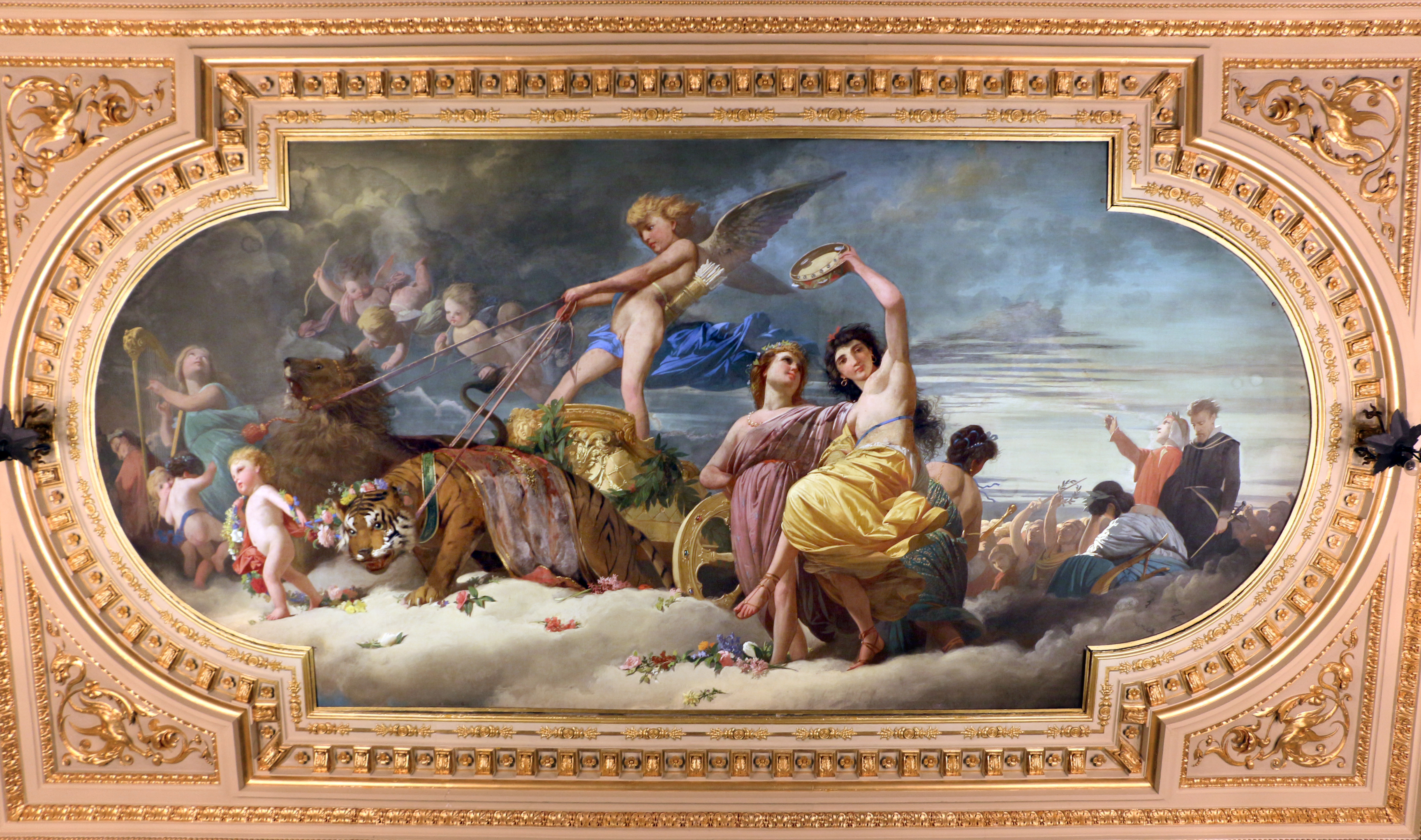
Trionfo di Eros di Annibale Gatti
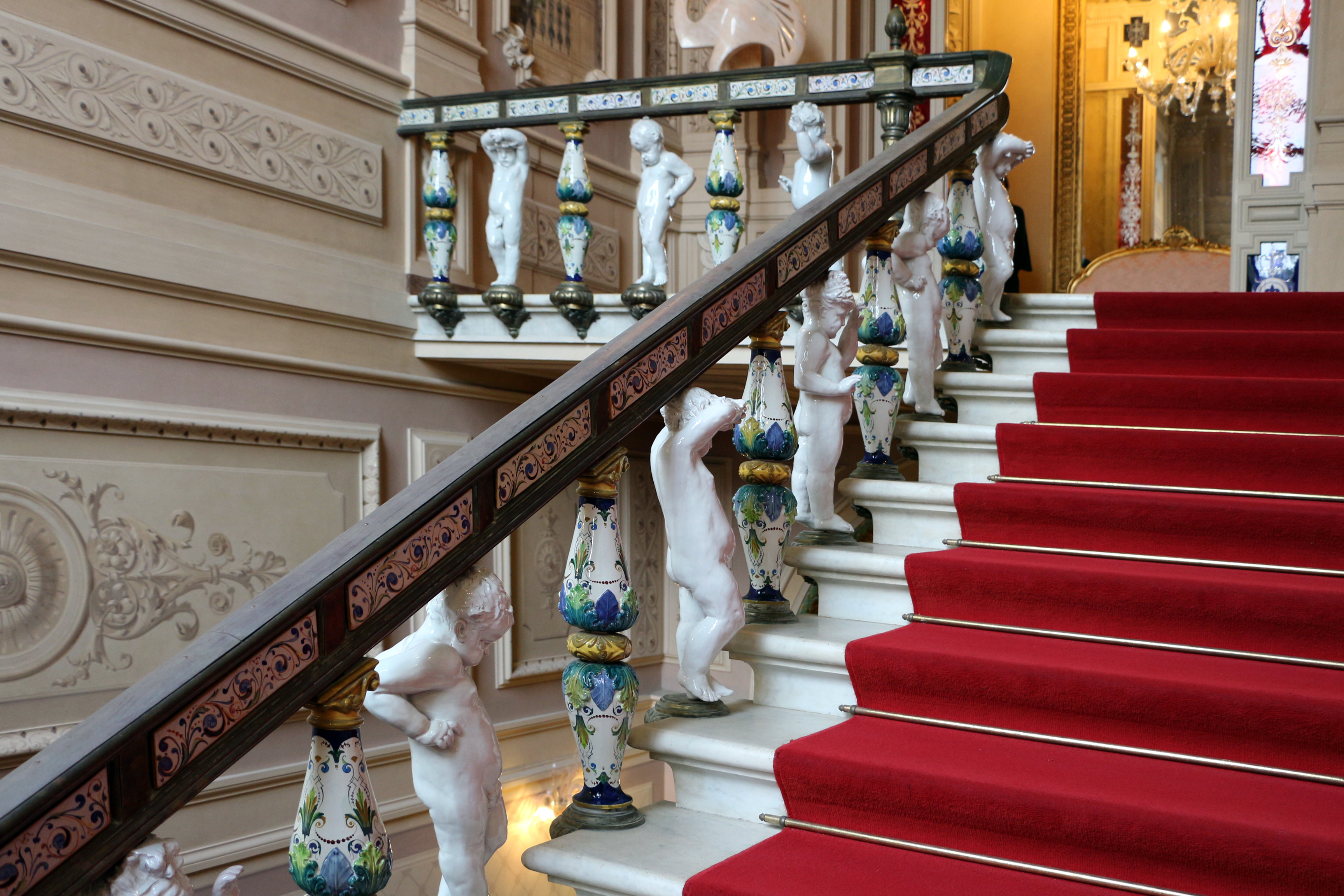
Lo scalone con la balaustra di putti